# Briona
Briona (piemontesisch Brion-a, lombardisch Briuna) ist eine Gemeinde mit 1136 Einwohnern (Stand 31. Dezember 2023) in der italienischen Provinz Novara (NO), Region Piemont.
Die Gemeinde besteht aus den Ortsteilen San Bernardino und Proh. Die Nachbargemeinden sind Barengo, Caltignaga, Carpignano Sesia, Casaleggio Novara, Castellazzo Novarese, Fara Novarese, Momo, San Pietro Mosezzo und Sillavengo.

## Geographie
Der Ort liegt auf einer Höhe von 205 m über dem Meeresspiegel. Das Gemeindegebiet umfasst eine Fläche von 24 km².